# 大野岳 (鹿兒島縣)
大野岳（日语：／ Ōno-dake）是日本九州島薩摩半島南部的一座小型複式火山，位於鹿兒島縣南九州市，是南薩火山群的一部分。標高465.9公尺，主要由輝石安山岩組成。

## 概要
一般認為形成于第四紀更新世晚期，但是否早於阿多火山臼噴發（11萬年前）則尚有爭議。
山腰南側和西側建有登山道，並有螺旋狀車道直達山頂。山頂設有展望台，可一望西面的南薩臺地、東面的池田湖、鹿兒島灣以及南面的開聞岳和東海。山頂附近還有大野岳神社和穎娃中繼局兩處建築物。
1987年，山頂附近的24.4公頃土地被指定為生活環境保全林，入選鹿兒島縣森林浴之森名錄。
鹿兒島縣以大野岳自然公園為名修建了道路、停車場、廣場等設施。每年春季當地設計登山路線，並舉辦「穎娃新茶・大野岳」馬拉松比賽。

## 環境
山腰有紅楠、日本石柯、板錐、蚊母樹等自然植被分佈，山頂附近則有中國芒、白茅、御器竹等。此外還能見到珍稀植物黃花稚兒百合和南國浦島草。